# عبود (طوز خورماتو)
قرية عبود (بالتركية: Abboud köy)هي إحدى القرى العراقية التابعة لمحافظة صلاح الدين - قضاء طوز خورماتو. تقع القرية على بعد حوالي 20 كم غربي قضاء طوز خورماتو ويبلغ عدد سكان القرية حوالي 5002 نسمة وعدد الدور 300 دار. ينتسب غالبية سكان القرية إلى قبيلة البيات ويتحدثون فيما بينهم باللغة التركية ومع وجود عوائل عربية كذلك ينطقون اللغة التركية قد سكنوا معهم ويعيشون باخوة في ما بينهم ويتعاونون في ما بينهم على أعمال الخير، ويرتبط سكان القرية بصلة قرابة مع سكان قرية بسطاملي الا ان القرية كانت قد انفصلت عن بسطاملي منذ أكثر من 150 عامآ.

## اصل التسمية
سابقا، ومنذ أكثر من 150 عاما، كان أهالي بسطاملي يعتمدون على الزراعة وتربية الحيوانات 2. وكان أهالي القرية يخرجون (خاصة في فصل الربيع) بما كانو يسموه «بالعُزبة»، حيث كانوا يشكلون خيم ويمكثون فيها بحثا عن الكلأ والماء، وقد كانوا بالعادة يقيمون مؤقتا بالقرب من نهر «اق صو» وبعد فترة يعودون إلى ديارهم في بسطاملي. وفي إحدى أيام العُزبة اتى بضيف من البدو الرحالة وسكن بقربهم وكان الشخص يدعى ب «عبود» حيث بقى بجوارهم لفترة معينة ثم رحل، لقد بقى هذا المكان والاسم ك نقطة دالة بينهم بحيث إذا سال احدهم اين مقيمين فيأشرون إلى مكان الذي سكن فيه عبود بعد فترة زمنية أصبحت هذه القرية باسم ضيفهم عبود وبعد فترة زمنية قد سجلوا اسم عبود في سجلات الدولة.

## المعيشة والحياة
يعتمد أهالي قرية عبود في معيشتهم على زراعة الحنطة والشعير بالدرجة الاساس وكذلك زراعة الفلفل (حيث اشتهروا في زراعة الفلفل بحيث اطلقوا في المحافظات العراقية باسم فلفل عبود) والطماطم والرقي وبقية الخضروات3 .

## التعليم
تعتبر قرية عبود التركمانية إحدى شواهد الحضارة والتاريخ في المنطقة، ويتميز اهلها بالشغف الكبير إلى التعليم، حيث تم تشييد أول مدرسة فيها عام 1958، وكذلك تضم القرية عدد من المدارس الابتدائية والثانوية وتقع جميعها في بنايتين. يذكر ان القرية قد انجبت العديد من الاطباء والمهندسين والمعلمييين وحملة الشهادات العليا وأساتذة جامعيين وقضاة.

## أحداث
بعد سيطرة تنظيم داعش في حزيران 2014 على قسم من المحافضات العراقية وسيطرته على أغلب مناطق محافظة صلاح الدين، نزح جميع اهالي القرية إلى قضاء الطوز وكركوك. بعد نزوح اهالي القرية تم تدمير القرية بالكامل من قبل تنظيم داعش وتم حرق جميع البيوت وتدمير البنى الاساسية من مدارس ومولدات الطاقة الكهربائية وابراج الاتصالات. كما تعاني القرية اليوم من عدم وجود أي دعم مادي اومعنوي من الحكومة المركزية واي من منظمات المجتمع المدني بالرغم من استحصال جميع السكان للاستمارة الأمنية وعدم وجود أي مؤشرات امنية تخص السكان.